# Rue Chanoinesse
Rue Chanoinesse är en gata på Île de la Cité i Quartier Notre-Dame i Paris 4:e arrondissement. Gatan är uppkallad efter bostaden för kaniker (franska chanoines) vid Notre-Dame. Rue Chanoinesse börjar vid Rue du Cloître-Notre-Dame 6 bis och slutar vid Rue d'Arcole 9. Gatan namngavs i december 1874.
Vid gatan är Hôtel de la Motte Montgoubert beläget; det är sedan år 1996 monument historique.

## Bilder
| - Gatuskylt. - Notre-Dame. - Hôtel de la Motte Montgoubert. - Quai aux Fleurs. |

## Omgivningar
- Notre-Dame
- Sainte-Chapelle
- Chapelle Saint-Aignan
- Hôtel de la Motte Montgoubert
- Quai aux Fleurs
- Pont Saint-Louis
- Au Vieux Paris
- Square Jean-XXIII
- Rue Massillon

## Kommunikationer
- Tunnelbana – linje  – Cité
- Busshållplats Pont d'Arcole – Paris bussnät, linje 75
- Busshållplats Quai aux Fleurs – Pont Saint-Louis – Paris bussnät, linje 75

### Webbkällor
- ”Rue Chanoinesse”. Mairie de Paris. https://web.archive.org/web/20190905052201/http://www.v2asp.paris.fr/commun/v2asp/v2/nomenclature_voies/Voieactu/1752.nom.htm. Läst 21 mars 2022.
- ”La rue Chanoinesse”. Les rues de Paris. https://web.archive.org/web/20171110005150/http://www.parisrues.com/rues04/paris-04-rue-chanoinesse.html. Läst 21 mars 2022.